# Mimasaka
Mimasaka (jap. 美作市 Mimasaka-shi) – miasto w Japonii w południowej części wyspy Honsiu w prefekturze Okayama.

## Położenie
Leży we wschodniej części prefektury. Graniczy z:
- Bizen,
- Shisō.

## Historia
Miasto utworzono 31 marca 2005 poprzez połączenie kilku mniejszych miejscowości.

## Demografia
W 2005 miasto liczyło 32 475 mieszkańców.

## Miasta partnerskie
- Austria: St. Valentin